# Overlade
Overlade ist eine dänische Ortschaft mit 427 Einwohnern (Stand 1. Januar 2023) im westlichen Himmerland. Die Ortschaft ist seit der Kommunalreform 2007 Bestandteil der Vesthimmerlands Kommune in der Region Nordjylland. Zuvor war sie Bestandteil der Løgstør Kommune im Amt Nordjütland. 
Overlade liegt etwa sieben Kilometer südöstlich von Ranum, etwa zwölf Kilometer nördlich von Farsø und etwa 16 km südlich von Løgstør.